# Monsonia
Genre
Monsonia est un genre de plantes de la famille des Geraniaceae. 
Le genre a été nommé par Carl von Linné en l’honneur de Lady Anne Monson qui avait envoyé les spécimens au jardins botaniques royaux de Kew depuis l’Afrique du Sud.

## Liste d'espèces
Selon BioLib (16 octobre 2018) :
- Monsonia heliotropioides (Cav.) Boiss.
- Monsonia marlothii (Engl.) F. Albers
- Monsonia nivea (Decne.) Decne. ex Webb

Selon Catalogue of Life (16 octobre 2018) :
- Monsonia angustifolia E. Mey.
- Monsonia attenuata Harv. & Sond.
- Monsonia brevirostrata Knuth
- Monsonia burkeana Planch. ex Harv. & Sond.
- Monsonia camdeboensis (Moffett) F. Albers
- Monsonia ciliata (Moffett) F. Albers
- Monsonia crassicaulis (S.E.A. Rehm) F. Albers
- Monsonia deserticola Dinter ex Knuth
- Monsonia drudeana Schinz
- Monsonia emarginata L'Hér.
- Monsonia flavescens (S.E.A. Rehm) F. Albers
- Monsonia galpinii Schltr. ex Knuth
- Monsonia glauca Knuth
- Monsonia grandifolia Knuth
- Monsonia heliotropioides (Cav.) Boiss.
- Monsonia herrei (L. Bolus) F. Albers
- Monsonia ignea Schinz
- Monsonia ignorata Merxm. & Schreiber
- Monsonia inermis (S.E.A. Rehm) F. Albers
- Monsonia lanuginosa Knuth
- Monsonia lheritieri (Sw.) Steud.
- Monsonia longipes Knuth
- Monsonia luederitziana Focke & Schinz
- Monsonia marlothii (Engl.) F. Albers
- Monsonia mossamedensis Welw.
- Monsonia multifida E. Mey.
- Monsonia natalensis Knuth
- Monsonia nivea (Decne.) Decne. ex Webb
- Monsonia parvifolia Schinz
- Monsonia patersonii DC.
- Monsonia peniculina (Moffett) F. Albers
- Monsonia praemorsa E. Mey.
- Monsonia salmoniflora (Moffett) F. Albers
- Monsonia senegalensis Guill. & Perr.
- Monsonia speciosa L.
- Monsonia transvaalensis Knuth
- Monsonia trilobata L. E. Kers
- Monsonia umbellata Harv.
- Monsonia vanderietiae (L. Bolus) F. Albers

Selon The Plant List (16 octobre 2018) :
- Monsonia angustifolia E. Mey. ex A. Rich.
- Monsonia attenuata Harv.
- Monsonia brevirostrata R. Knuth
- Monsonia burkeana Planch. ex Harv.
- Monsonia deserticola Dinter Ex Knuth
- Monsonia drudeana Schinz
- Monsonia emarginata L'Hér.
- Monsonia galpinii Schltr. Ex Knuth
- Monsonia glauca R. Knuth
- Monsonia grandifolia R. Knuth
- Monsonia heliotropoides Boiss.
- Monsonia ignorata Merxm. & A. Schreib.
- Monsonia lanuginosa R. Knuth
- Monsonia longipes R. Knuth
- Monsonia luederitziana Focke & Schinz
- Monsonia natalensis R. Knuth
- Monsonia nivea (Decne.) Webb
- Monsonia parvifolia Schinz
- Monsonia praemorsa E. Mey. Ex Knuth
- Monsonia senegalensis Guill. & Perr.
- Monsonia speciosa L.
- Monsonia transvaalensis R. Knuth
- Monsonia trilobata Kers
- Monsonia umbellata Harv.

Selon Tropicos (16 octobre 2018) (Attention liste brute contenant possiblement des synonymes) :
- Monsonia alexandraensis R. Knuth
- Monsonia angustifolia E. Mey. ex A. Rich.
- Monsonia asiatica Vicary
- Monsonia attenuata Harv.
- Monsonia belfastensis R. Knuth
- Monsonia betschuanica R. Knuth
- Monsonia biflora DC.
- Monsonia brevirostrata R. Knuth
- Monsonia burkeana Planch. ex Harv.
- Monsonia chumbalensis Wight
- Monsonia depressa Dinter ex Schinz
- Monsonia deserticola Dinter Ex Knuth
- Monsonia drudeana Schinz
- Monsonia emarginata L'Hér.
- Monsonia galpinii Schltr. Ex Knuth
- Monsonia glandulosissima Schinz
- Monsonia glauca R. Knuth
- Monsonia grandifolia R. Knuth
- Monsonia heliotropioides (Cav.) Boiss.
- Monsonia heliotropoides Boiss.
- Monsonia hispida Boiss.
- Monsonia ignorata Merxm. & A. Schreib.
- Monsonia lanceolata R. Knuth
- Monsonia lanuginosa R. Knuth
- Monsonia lawiana Stocks
- Monsonia lheritieri DC.
- Monsonia longipes R. Knuth
- Monsonia luederitziana Focke & Schinz
- Monsonia mallica Edgew.
- Monsonia malvaeflora Schinz
- Monsonia mossamedensis Welw. ex Oliv.
- Monsonia namaensis Dinter
- Monsonia natalensis R. Knuth
- Monsonia nivea (Decne.) Decne. ex Webb
- Monsonia obcordata E. Mey.
- Monsonia ovata
- Monsonia parvifolia Schinz
- Monsonia praemorsa E. Mey. ex Knuth
- Monsonia rehmii Suess.
- Monsonia rudatisii R. Knuth
- Monsonia senecioides R. Knuth
- Monsonia senegalensis Guill. & Perr.
- Monsonia speciosa L.
- Monsonia spinosa L'Hér.
- Monsonia stricta R. Knuth
- Monsonia transvaalensis R. Knuth
- Monsonia trilobata Kers
- Monsonia umbellata Harv.